# Suwmiarka

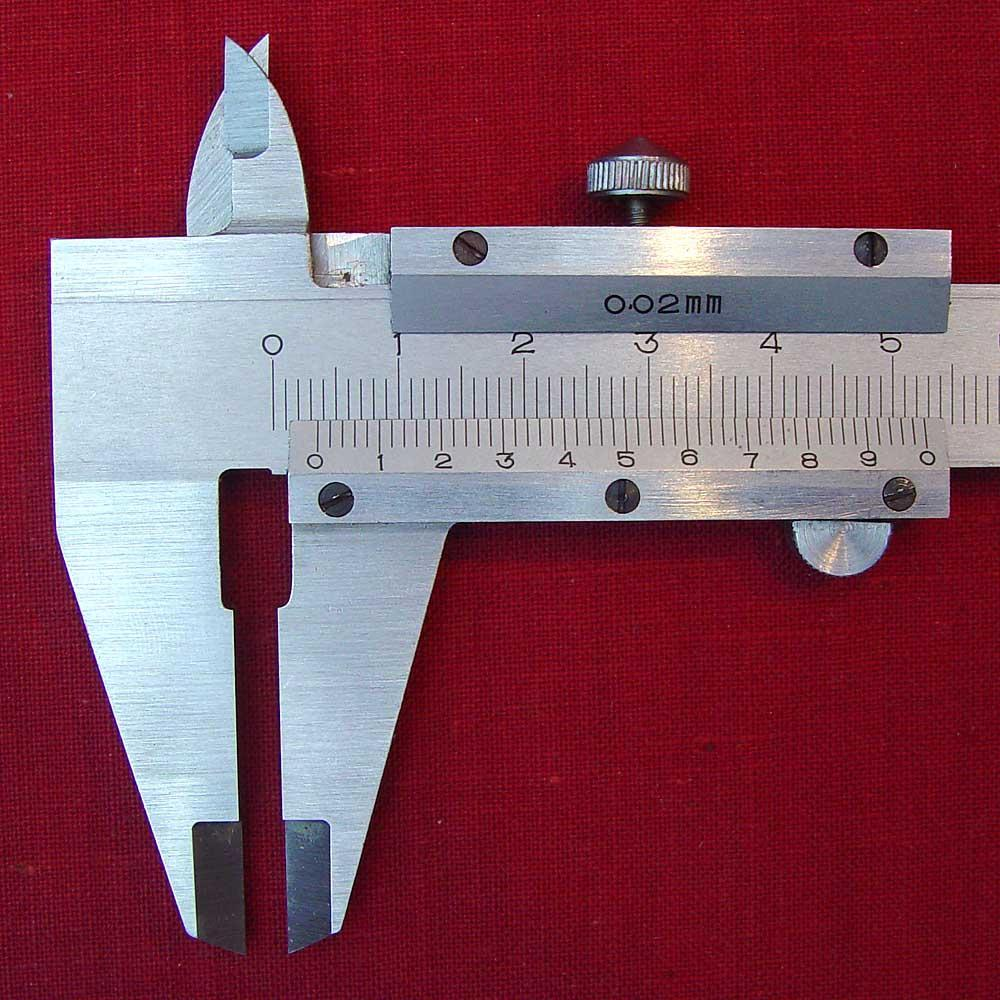
Suwmiarka z noniuszem

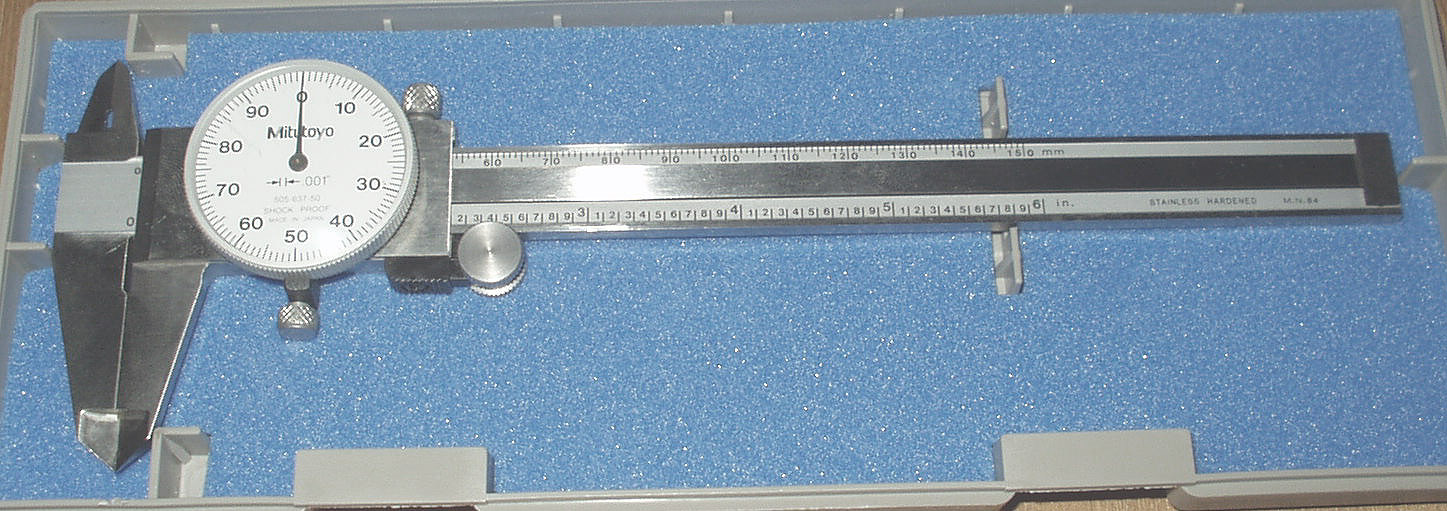
Suwmiarka z czujnikiem

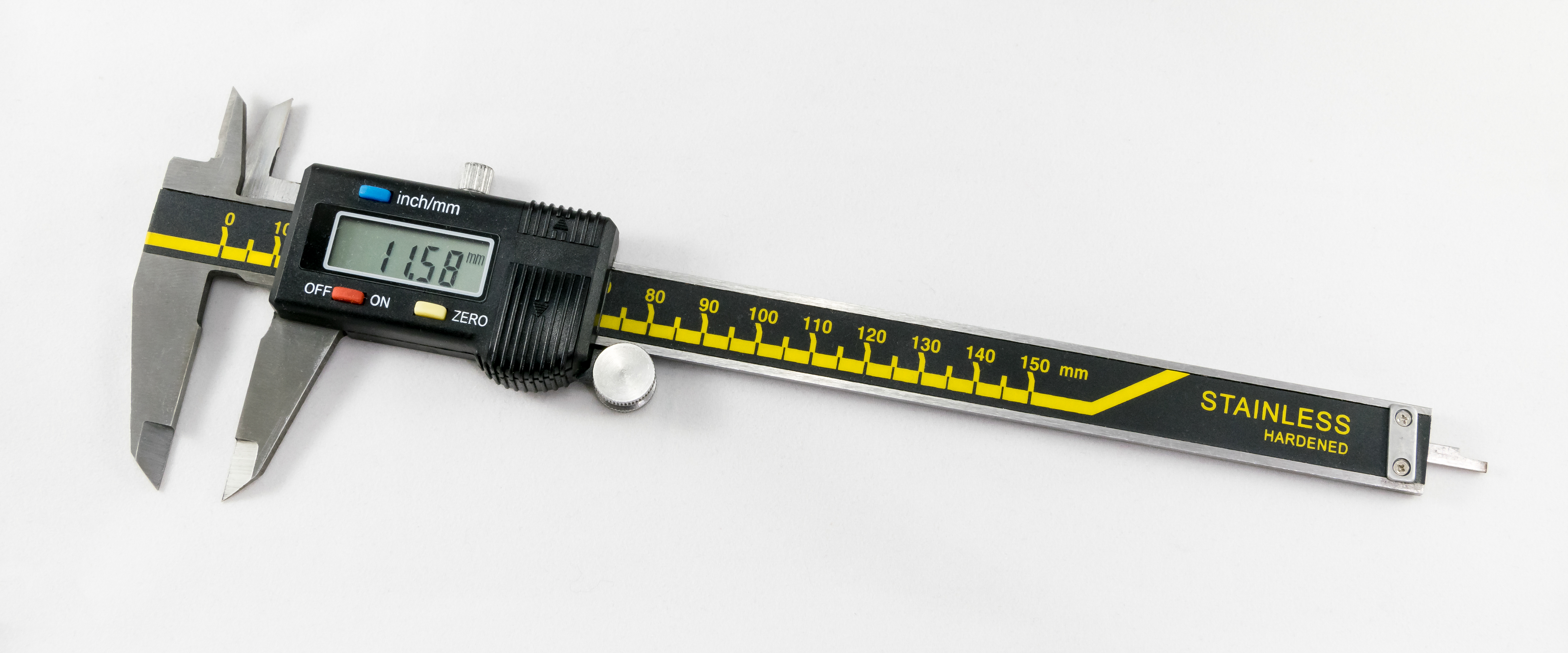
Suwmiarka elektroniczna (cyfrowa)

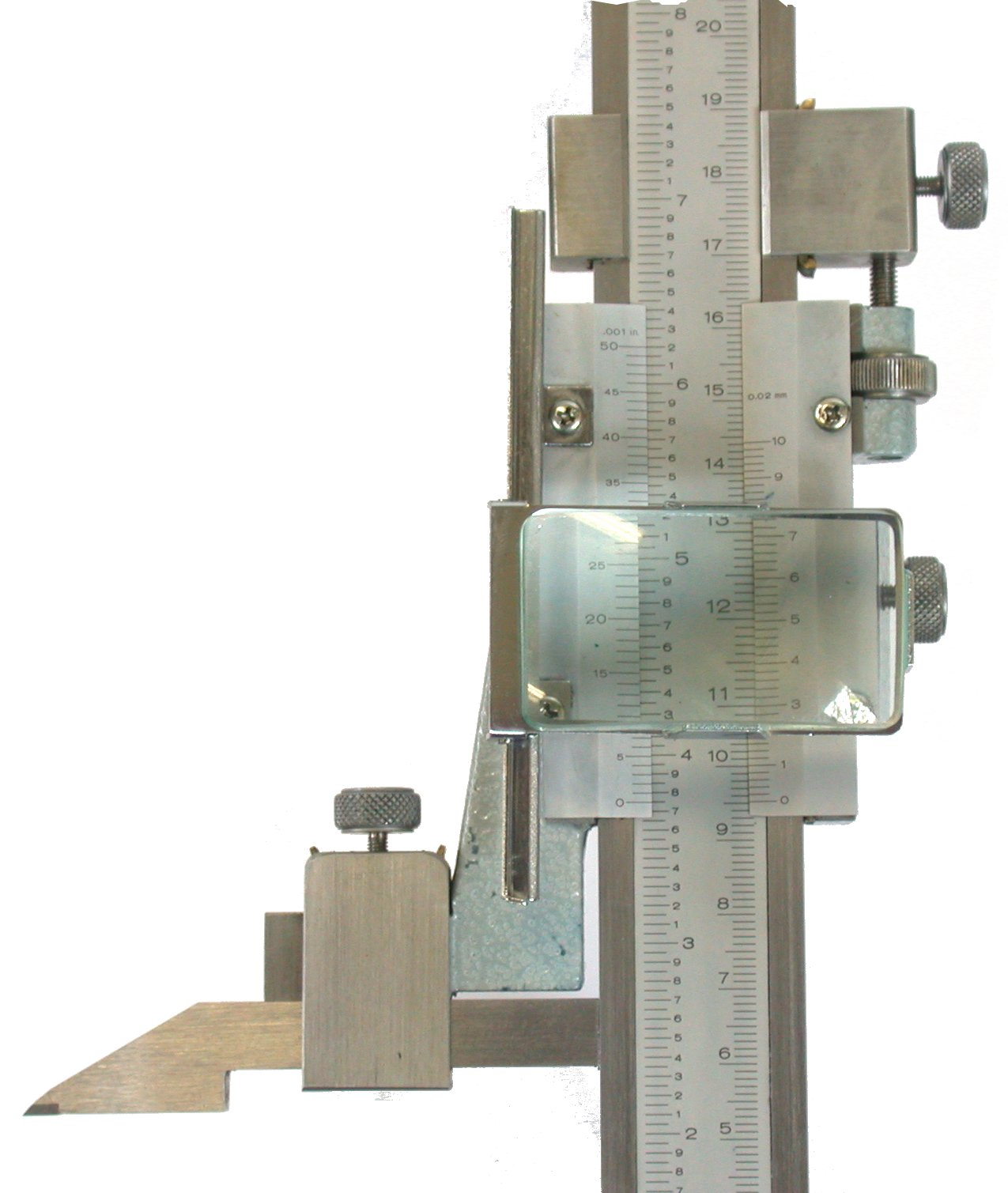
Wysokościomierz suwmiarkowy

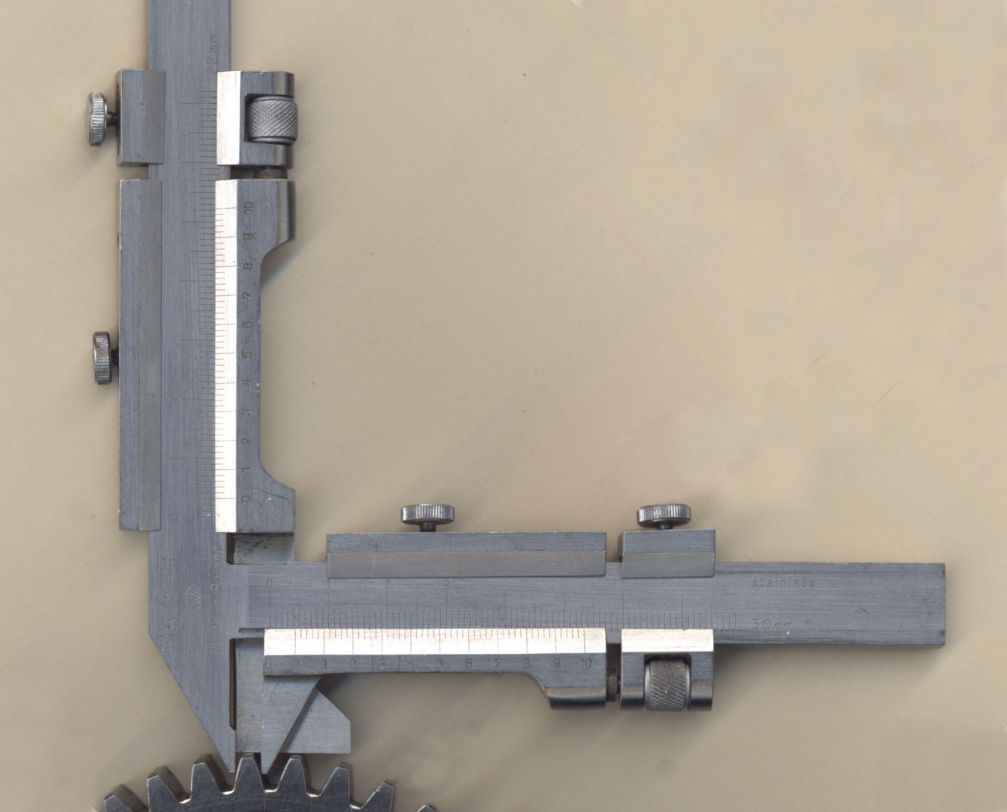
Suwmiarka modułowa do pomiaru grubości zęba w kole zębatym

Suwmiarka – warsztatowy przyrząd pomiarowy, służący do szybkiego pomiaru wymiarów zewnętrznych i wewnętrznych elementów. Zakresy pomiarowe suwmiarek obejmują przedział od 0 do 150 mm (standardowo) lub nawet do 3000 mm.

## Budowa i charakterystyka
Zasadniczymi częściami konstrukcyjnymi suwmiarek są: stalowa prowadnica z podziałką milimetrową, zakończona dwiema szczękami nieruchomymi i przesuwny suwak (stąd nazwa suwmiarka), posiadający dwie szczęki przesuwne odpowiadające szczękom stałym oraz urządzenie odczytowe. 
W zależności od rodzaju urządzenia odczytowego rozróżnia się:
- suwmiarki analogowe z podziałką kreskową na prowadnicy i noniuszem na suwaku,
- suwmiarki czujnikowe z listwą zębatą na prowadnicy i czujnikiem zegarowym,
- suwmiarki cyfrowe z liniałem pojemnościowym na prowadnicy i elektronicznym wskaźnikiem cyfrowym.

Suwmiarki w zależności od kształtu powierzchni pomiarowych używane są do pomiaru wymiarów zewnętrznych, wewnętrznych i mieszanych (wysokość, głębokość, rozstaw itp.). Produkuje się także suwmiarki specjalne, np. do kanałków wewnętrznych i zewnętrznych oraz do pomiaru grubości zębów kół zębatych tzw. suwmiarki modułowe.
Suwmiarką z noniuszem można dokonywać pomiarów z rozdzielczością do 0,1 mm (noniusz 9 lub 19 mm), 0,05 mm (noniusz 19 lub 39 mm), 0,02 mm (noniusz 49 mm). Można także spotkać suwmiarki z czytnikiem elektronicznym lub zegarowym o dokładności odczytu nawet 0,01 mm. Jednakże podawana przez producentów niepewność pomiaru suwmiarkami jest większa niż rozdzielczość i silnie zależy od rodzaju pomiaru, urządzenia odczytowego, a także długości mierzonego wymiaru.

## Metodyka pomiaru

Budowa suwmiarki
1 – Stała szczęka do pomiaru wymiarów zewnętrznych; 2 – Ruchoma szczęka do pomiaru wymiarów zewnętrznych; 3 – Stała szczęka do pomiaru wymiarów wewnętrznych; 4 – Ruchoma szczęka do pomiaru wymiarów wewnętrznych; 5 – Noniusz zwiększający dokładność pomiarową do 0,1[mm]; 6 – Noniusz zwiększający dokładność pomiarową do 1/128 cala; 7 – Podziałka calowa z dokładnością 1/16 cala - oznaczone pełne cale; 8 – Dźwignia zacisku ustalającego położenie przesuwnej szczęki; 9 – Podziałka milimetrowa; 10 – Głębokościomierz, do pomiarów głębokości i wymiarów mieszanych

Pomiar suwmiarką polega na ujęciu mierzonego detalu w szczęki suwmiarki (lub wysunięciu wysuwki głębokościomierza na odpowiednią długość) oraz odczytaniu wyniku pomiaru na noniuszu lub wyświetlaczu.
Przy wzorcowaniu suwmiarki (oraz wszystkich pozostałych przyrządów suwmiarkowych, w tym wysokościomierzy i głębokościomierzy suwmiarkowych) wyznaczane są następujące parametry:
- Odchyłka płaskości powierzchni pomiarowych płaskich,
- Odchyłka prostoliniowości krawędzi pomiarowych,
- Odchyłka równoległości pomiędzy powierzchniami pomiarowymi,
- Odchylenie od łącznej szerokości szczęk płasko-walcowych.
- Błędy wskazań w całym zakresie pomiarowym[3].

W spoinomierzach suwmiarkowych oprócz wyznaczania odchyłki płaskości powierzchni pomiarowych płaskich, wyznacza się dodatkowo: 
- Błędy wskazań przy pomiarach spoin na płaszczyźnie,
- Błędy wskazań przy pomiarach spoin w narożach,
- Błędy kątów spoinomierza[4].

Polska Norma dotycząca przyrządów suwmiarkowych: PN-EN ISO 13385-1:2019-12 i PN-EN ISO 13385-2:2020-10

## Przyrządy suwmiarkowe
Inne przyrządy suwmiarkowe to:
- przyrządy suwmiarkowe z czujnikiem zegarowym,
- przyrządy suwmiarkowe z cyfrowym urządzeniem odczytowym (tzw. cyfrowa),
- suwmiarka z wyjściem do transmisji danych,
- suwmiarka uniwersalna z kompletem ramion pomiarowych,
- głębokościomierz suwmiarkowy,
- wysokościomierz suwmiarkowy,
- suwmiarka modułowa (do pomiaru grubości zębów w kole zębatym),

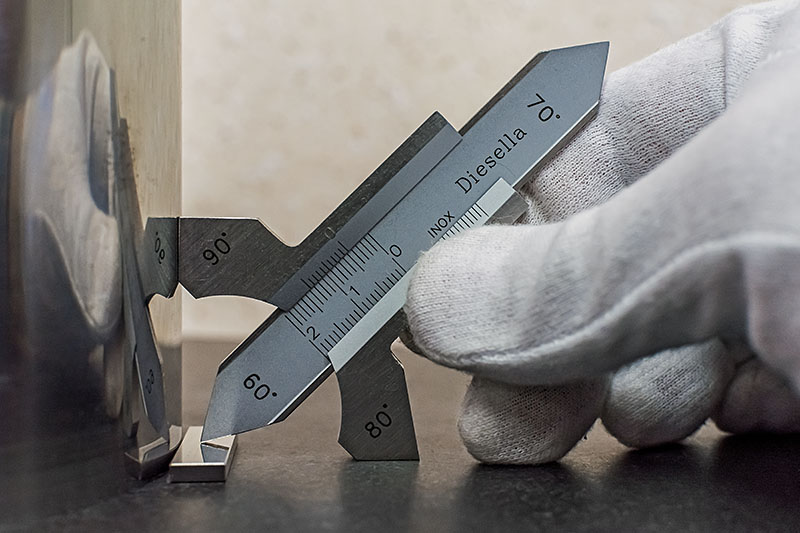
Wzorcowanie spoinomierza suwmiarkowego – wyznaczanie błędów wskazań przy pomiarach spoin w narożach

- spoinomierz suwmiarkowy.

## Zobacz też

Animacja pokazująca sposób wykonania pomiaru